# سمارژووا
سمارژووا (به لهستانی:  Smarżowa) یک روستا در لهستان است که در گمینا بژوستک واقع شده‌است. سمارژووا ۶۵۰ نفر جمعیت دارد.